# Julius Hammer
Friedrich Julius Hammer, född den 7 juni 1810 i Dresden, död den 23 augusti 1862 i Pillnitz, var en tysk skald. Han var bror till Guido Hammer.
Hammer började 1851 redigera följetongen i "Sächsische constitutionelle Zeitung" och var en av grundläggarna av Schillerstiftelsen i Dresden. Utöver lustspel och noveller skrev han lyrisk-didaktiska diktsamlingar, bland dem Schau um dich und schau in dich (1851; många upplagor). Hans biografi skrevs av Christian Gottlob Ernst am Ende (1872).